# Shutdown (comando)
Shutdown é um comando do Prompt de comando de alguns sistemas operacionais, capaz de encerrar a seção atual do Sistema. Com esse comando pode adicionar uma mensagem, e ajustar o tempo em que o computador irá desligar ou reiniciar.

## Exemplos
Para usar o Shutdown do Prompt de comando, adicione o comando em qualquer pasta selecionada pelo Prompt.
Exemplos: 
- shutdown -c (comenta o motivo do desligamento ou reinicialização)
- shutdown -r (reinicia o computador)
- shutdown -s (desliga o computador)
- shutdown -c (mensagem) -t (tempo) Tempo de curto período
- shutdown -f força o desligamento (encerra os programas abertos)
- shutdown -a (cancela todos os comandos)